# NGC 4130
NGC 4130 este o galaxie situată în constelația . A fost descoperită în  de către Heinrich Louis d'Arrest.